# Zone 4
Zone 4 es un sello discográfico estadounidense, que se centra en géneros como el hip hop y R&B creado como una empresa conjunta entre el productor discográfico Polow da Don e Interscope Records.

## Historia
El sello fue lanzado en Atlanta, Georgia, el 6 de julio de 2007.[cita requerida] Polow comenzó con cuatro artistas – Keri, Rich, YV and i-15 – y añadió un quinto acto en 2008 - el artista de YouTube/Myspace Dan Talevski. En julio de 2009, Ester Dean fue añadido al catálogo de artistas y en otoño Jared Evan fue firmado. Polow firmó a Riscoe-Dash en enero de 2010.
Talevski dejó Zon4/Interscope en septiembre de 2011.